# Liste der denkmalgeschützten Objekte in Schwand im Innkreis
Die Liste der denkmalgeschützten Objekte in Schwand im Innkreis enthält die denkmalgeschützten, unbeweglichen Objekte der Gemeinde Schwand im Innkreis im Bezirk Braunau am Inn.

## Denkmäler
| Foto |                 | Denkmal                                                                                 | Standort                                             | Beschreibung | Metadaten |
| ---- | --------------- | --------------------------------------------------------------------------------------- | ---------------------------------------------------- | --- | --- |
| ja   | Datei hochladen | Pfarrhof HERIS-ID: 75114 Objekt-ID: 88588                                               | Ranshofner Straße 4 Standort KG: Schwand im Innkreis | | BDA-Hist.: Q38138174 Status: Bescheid Stand der BDA-Liste: 2025-06-30 Name: Pfarrhof GstNr.: 851/2                                                                               |
| ja   | Datei hochladen | Friedhof HERIS-ID: 75115 Objekt-ID: 88589                                               | Standort KG: Schwand im Innkreis                     | | BDA-Hist.: Q38138183 Status: § 2a Stand der BDA-Liste: 2025-06-30 Name: Friedhof GstNr.: 848, 847, .49 Friedhof Schwand im Innkreis                                              |
| ja   | Datei hochladen | Kath. Pfarrkirche hl. Johannes der Täufer und Kirchhof HERIS-ID: 52540 Objekt-ID: 59630 | Kirchengasse Standort KG: Schwand im Innkreis        | Die Pfarrkirche Hl. Johannes der Täufer ist ein gotischer Bau von 1480, der Turm stammt aus dem Jahr 1497. Das Langhaus ist einschiffig und dreijochig, der Chor ist einjochig mit 5/8 Schluss. Der Westturm ist unverändert erhalten, die Glockenstube ist achtseitig und mit Spitzhelm. Die Einrichtung ist neugotisch, Kirchenstühle um 1730. | BDA-Hist.: Q23541875 Status: § 2a Stand der BDA-Liste: 2025-06-30 Name: Kath. Pfarrkirche hl. Johannes der Täufer und Kirchhof GstNr.: .48, 3351 Pfarrkirche Schwand im Innkreis |